# Carlos Luis Suárez Codorniú
Carlos Luis Suárez Codorniú, né à Las Palmas le 2 septembre 1965, est un prêtre catholique espagnol et professeur, actuel supérieur général de la congrégation des prêtres du Sacré-Cœur de Saint-Quentin depuis le 20 juillet 2018. 

## Biographie
Carlos Luis Suarez naît à Las Palmas de Grande Canarie. Il étudie au collège des frères de saint Jean-Baptiste de La Salle d'Arucas, puis à l'institut Benito Pérez Galdós. Lorsqu'il a dix-huit ans, il décide d'entrer chez les prêtres du Sacré-Cœur de Saint-Quentin à Salamanque, où il fait sa profession le 29 septembre 1984. Il étudie la philosophie et la théologie à Salamanque et à Caracas, au Venezuela. Il est ordonné prêtre le 14 septembre 1990. En 1995, il obtient une licence en Écritures Saintes auprès de l'institut pontifical biblique puis un doctorat en théologie de l'université pontificale grégorienne.
Il exerce la majeure partie de son ministère au Venezuela. Il est vice-recteur puis recteur de l'institut de théologie pour religieux de Caracas, centre agrégé à l'université pontificale salésienne de Rome, puis il est doyen de la faculté de théologie de l'université catholique Andrés Bello.
Le 20 juillet 2018, le 24e chapitre général des prêtres du Sacré-Cœur de Saint-Quentin l'élit supérieur général pour succéder au T.R.P. Heiner Wilmer (avec un intérim du P. Carlos Enrique Caamaño Martín SCJ), devenu évêque de Hildesheim. Le P. Suárez devrait rester en poste jusqu'en 2024.